# Phormosoma verticillatum
Phormosoma verticillatum is een zee-egel uit de familie Phormosomatidae.
De wetenschappelijke naam van de soort werd in 1904 gepubliceerd door Theodor Mortensen.